# Characidium fasciatum
O canivete (Characidium fasciatum) é uma espécie de peixe teleósteo caraciforme da família dos caracídeos. Podem ser encontras nas bacias sul-americanas do Amazonas, do Prata e do São Francisco, chegando a medir até 9 cm de comprimento. Também são conhecidos pelo nome popular de peixe-charuto.